# Polietileno reticulado

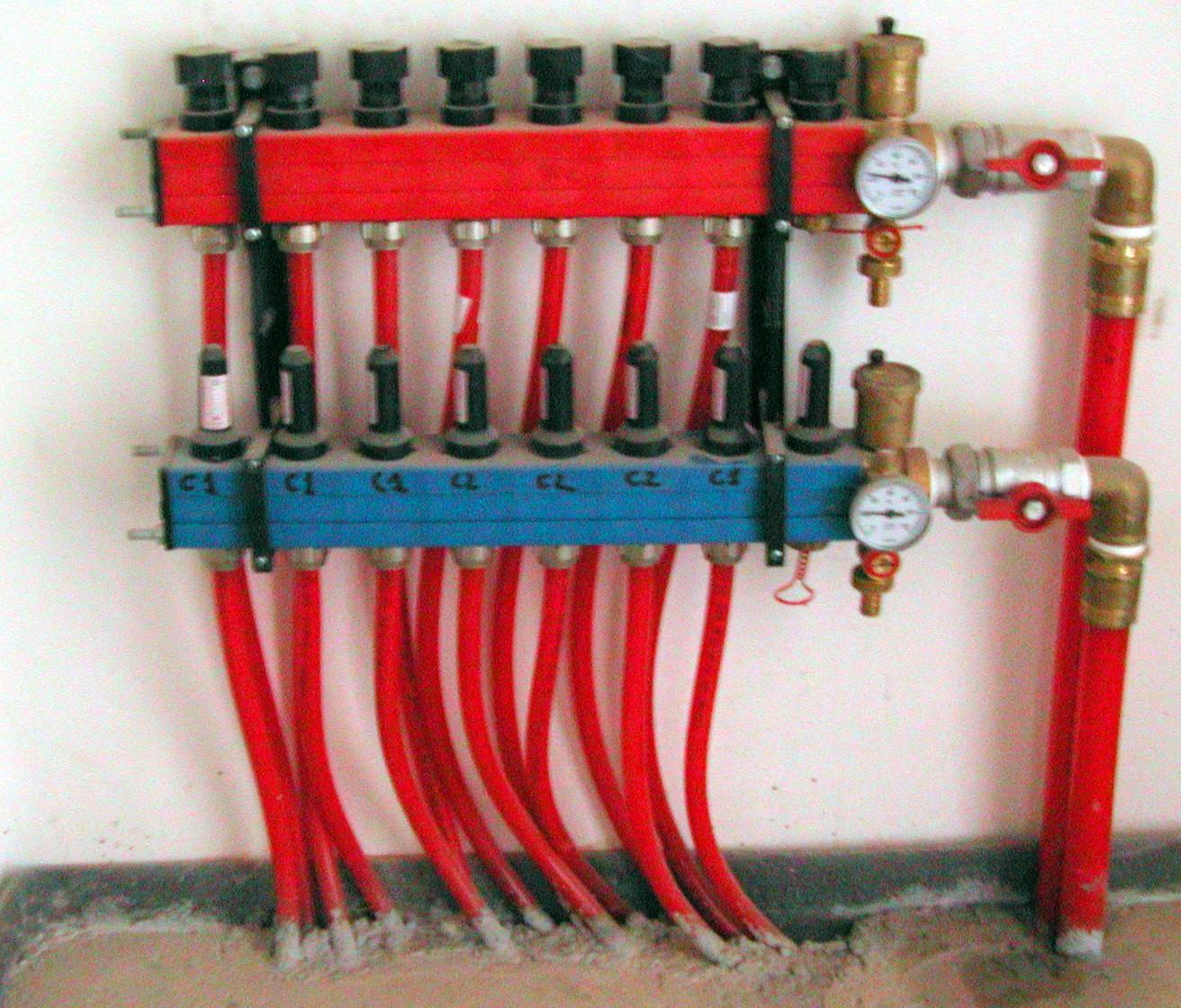
Válvulas de control de un sistema de calefacción radiante que utiliza tuberías PEX.

El polietileno reticulado, conocido por sus abreviaturas como PEX o XLPE, es una forma de polietileno con reticulaciones. Se utiliza para fabricar tubos y mangueras, y es sumamente utilizado en la construcción de sistemas de calefacción radiante que utilizan agua, cañerías de agua domésticas y aislamiento para cables eléctricos de alta tensión. También es utilizado para sistemas que manipulan gas natural e instalaciones offshore de petróleo , transporte de sustancias químicas, y transporte de aguas residuales y drenajes. Además, se ha convertido en una alternativa al Policloruro de vinilo (PVC), Policloruro de vinilo clorado (CPVC) o tubo de cobre como tubería para sistemas de agua en hogares. Los tubos de PEX se fabrican en una serie de medidas que van desde 1/4-pulgada hasta 32 -pulgadas de diámetro, pero los tubos de 1/2-pulgada, 3/4-pulgada, y 1-pulgada son los que se utilizan con mayor asiduidad en la industria inmobiliaria, en la industria minera se utilizan desde las 4" a 32" de diámetro para el transporte de agua, transporte de fluidos abrasivos y fluidos corrosivos. En unidades internacionales los tubos de PEX se fabrican en los siguientes diámetros: 16 mm, 20 mm, 25 mm, 32 mm, 40 mm, 50 mm, 63 mm, 75 mm, 90 mm y 110 mm.
Existen varias calidades de PEX según la reticulación que posee: PE-Xa (método del peróxido) con una reticulación superior al 70%, PE-Xb (método del silano) con una reticulación superior al 65% y PE-Xc (método de radiación de electrones) con una reticulación superior al 60%. Todo está recogido en la norma UNE EN ISO 15875. Cuanta más reticulación posee la tubería, p. ej. PE-Xa, mejor es y en más aplicaciones podrá ser utilizada.
Para el uso de tuberías de polietileno reticulado en instalaciones de calefacción por radiadores o en sistemas de climatización invisible (suelo radiante), habitualmente se suele dar una baño extra de EVAL o EVOH (etivinil-alcohol) para dotar a la tubería PEX de una protección contra la difusión de oxígeno y evitar así la generación de los conocidos como lodos o barros en el circuito cerrado de este tipo de instalaciones. La impermeabilidad de la instalación realizada con tubería PEX con barrera antidifusión de oxígeno (evalPEX) nos ayudará también a que los elementos metálicos que conforman dicha instalación (calderas, radiadores, etc.), sufran menos desgaste y/o oxidación perdurando más en el tiempo.